# Frank Fernández
Frank Fernández Tamayo (* 16. März 1944 in Mayarí, Provinz Holguin) ist ein kubanischer Pianist, Hochschullehrer und Komponist.

## Leben und Wirken
Frank Fernández Tamayo begann im Alter von vier Jahren mit dem Klavierspielen. Ein Jahr später bekam er den ersten Unterricht von seiner Mutter Altagracia Tamayo, die Direktorin der Obrón-Akademie in seinem Geburtsort Mayarí war. 1959 ging er nach Havanna, wo er seine Ausbildung am Konservatorium Amadeo Roldán bei der renommierten Professorin Margot Rojas fortsetzte, die Schülerin von Alexander Lambert war, einem der letzten Schüler von Franz Liszt. Margot Rojas eröffnete ihm den Zugang zu den wichtigsten Pianisten des 19. Jahrhunderts und verhalf ihm zum bedeutendsten Abschnitt seiner Ausbildung.
1966 erhielt er den ersten Preis des Klavierwettbewerbs der UNEAC (Nationale Vereinigung der Schriftsteller und Künstler Kubas) verbunden mit einem Stipendium am Tschaikowsky-Konservatorium in Moskau. Dort studierte er fünf Jahre und schloss sein Studium in der Klasse des Pianisten und Pädagogen Victor Merzhanov mit Summa Cum Laude ab. In diesem Zeitraum eignete er sich auch die Werke der berühmten russischen Klavierschule an.
Nach seiner Rückkehr nach Kuba begann er seine Laufbahn als Pianist und trat nicht nur als Solopianist und mit Orchestern auf, sondern betätigte sich auch als Komponist, als Hochschullehrer, als Plattenproduzent und Förderer, künstlerischer Leiter und Berater kultureller Ereignisse.
Seine Studien verschafften ihm in den folgenden Jahren auch Zugang zum Reichtum der kubanischen Musiktradition des 19. und 20. Jahrhunderts mit den Werken von Manuel Saumell, Ignacio Cervantes und Ernesto Lecuona.
Frühzeitig hatte er Kontakte zu den bekannten Interpreten der kubanischen und lateinamerikanischen populären Musik.
Frank Fernández beschränkt sich nicht nur auf die Interpretation klassischer Werke der Klavierliteratur, von Bach über Mozart, Schumann und Rachmaninow bis hinein in die Moderne, sondern er tritt auch immer wieder zusammen mit populären kubanischen Musikern auf wie der kubanischen Rumba-Formation Los Muñequitos de Matanzas; ebenso trat er auf einigenJazzkonzerten als Improvisator in Erscheinung, u. a. im Duo mit Chucho Valdés.

## Komponist
Als Komponist kann Frank Fernández auf einen Werkkatalog von über 650 Stücken verweisen, darunter Sinfonien, Kammermusik, Werke für Chor, Solo-Klavier, Ballettmusik. Besondere Aufmerksamkeit verdienen seine Kompositionen für Film und Fernsehen, mit denen er in verschiedenen Wettbewerben wichtige Preise erhalten hat. In mehr als 150 Werken erscheint er als Interpret, Komponist, Arrangeur, musikalischer Leiter und Produzent.
In vielen Ländern gilt er als „der Schöpfer der kubanischen Schule für zeitgenössisches Klavier“. Er ist Gründer des Instituto Superior de Arte de Cuba (ISA) und des Judith James American Piano Chair in Venezuela. Derzeit ist er Präsident der Internationalen Klavierjury Ignacio Cervantes, die Meisterkurse in Kuba und im Ausland gibt.

## Konzerte
Als Solist trat er mit mehr als hundert Sinfonie- und Kammerorchestern in mehr als dreißig Ländern in (Ost-)Europa, Asien und Lateinamerika auf, u. a. mit dem Moskauer Philharmonischen Orchester, dem Tschaikowsky-Symphonieorchester des Moskauer Rundfunks, dem russischen Nationalorchester, dem Philharmonie-Orchester Osaka, dem Prager Radiosymphonieorchester, dem SãoPaulo Symphonieorchester, dem Philharmonie-Orchester von Bogotá, dem Philharmonie-Orchester von Krakau, der Philharmonie von Warschau, dem Jugendorchester von Venezuela, dem Symphonieorchester von Mexico, mit sämtlichen Orchestern Kubas und vielen anderen.
2015 eröffnete sich für Frank Fernández unter der Präsidentschaft von Barack Obama und der damit verbundenen Annäherungspolitik gegenüber Kuba erstmals die Chance auf ein großes Konzert in den USA. Dort wurde er vom Ravinia Festival eingeladen, dem renommiertesten Open-Air-Festival der USA, mit einer prominenten Nomenklatur von Leonard Bernstein, Ella Fitzgerald und Duke Ellington über Yehudi Menuhin, Luciano Pavarotti bis hin zu den Rolling Stones oder Carlos Santana.

## Diskographie (Auswahl)
Eine große Anzahl Einspielungen von Frank Fernández liegen auf Tonträgern und als Rundfunk- und TV-Produktionen vor. Viele der Tonträger-Produktionen von Frank Fernandez sind aufgrund der Jahrzehnte andauernden wirtschaftlichen Isolation Kubas nur schwer im Handel erhältlich. Im Internet jedoch, und hier insbesondere auf Youtube, ist eine Vielzahl von Audio- und Videoaufnahmen verfügbar, von denen hier nur einige exemplarisch aufgeführt sind:

### Audio- und Videoaufnahmen
- Alma Llanera Interpreta Frank Fernández
- Maestro Frank Fernández La Comparsa Ernesto Lecuona
- Frank Fernández Zapateo por Derecho Suite para Dos Pianos
- Frank Fernández y su Guaguanpiano de Piano pa' Rumba
- Frank Fernández Concierto "Emperador" Beethoven 1er mov.

### Tonträger-Produktionen
- Frank Fernández Y Sus 2 Pianos (1960)
- Encuentro de música latinoamericana (1972)
- Danzas cubanas – Ignacio Cervantes (Frank Fernández) (1975)
- 4to concierto de Beethoven (1978)
- Música de la banda sonora original del serial "La gran rebelión" (1981)
- Lecuona (Danzas para piano) – Gershwin (Rhapsody in Blue) (1985)
- Beethoven-Schumann ciclo grandes maestros del piano (1987)
- Desde la música Vol. 1 (1988)
- Bach-Chopin ciclo grandes maestros del piano (1989)
- Tchaikovsky-Gershwin (1992) Cubano y universal (1994)
- Desde la música (1994)
- Lecuona-Cervantes (1995)
- Liszt-Mozart-Schumann (1997)
- Todo Mozart (1999)
- Todo Cervantes (2001)
- Todo Saumell (2001)
- Tierra Brava (2002)
- Integral nocturnos de Chopin (2002)
- Amor y dolor (2003)
- Sonatas mas famosas de Beethoven Vol. 1 (2003)
- Gershwin-Mozart (2004)
- Hasta la victoria siempre (2005)
- Lecuona-Cervantes (2005)
- Sonatas mas famosas de Beethoven Vol. 2 (2005)
- Homenaje a Gades. La rebelión (2005)
- Dos travadores (2007)
- Novia mía (2010)